# Panchgani
Pānchgani (dew.: पांचगणी) – miasto położone w dystrykcie Satara w stanie Maharasztra w Indiach.

## Geografia
Współrzędne geograficzne Pānchgani to 17° 55' N 73° 49' E. Miasto jest położone na wysokości 1293 m n.p.m. w dolinie otoczonej pięcioma wzgórzami z pasma Ghat Zachodnich w pobliżu rzeki Kryszny. Panchgani jest położone w odległości 265 km od Bombaju i 60 km od Puny.

## Demografia
Według spisu z 2001, Panchgani było zamieszkiwane przez 13 280 osób, z czego 57% stanowili mężczyźni.